# Тисо-Дунайська низовина
46°30′ пн. ш. 20°00′ сх. д. / 46.5° пн. ш. 20° сх. д.

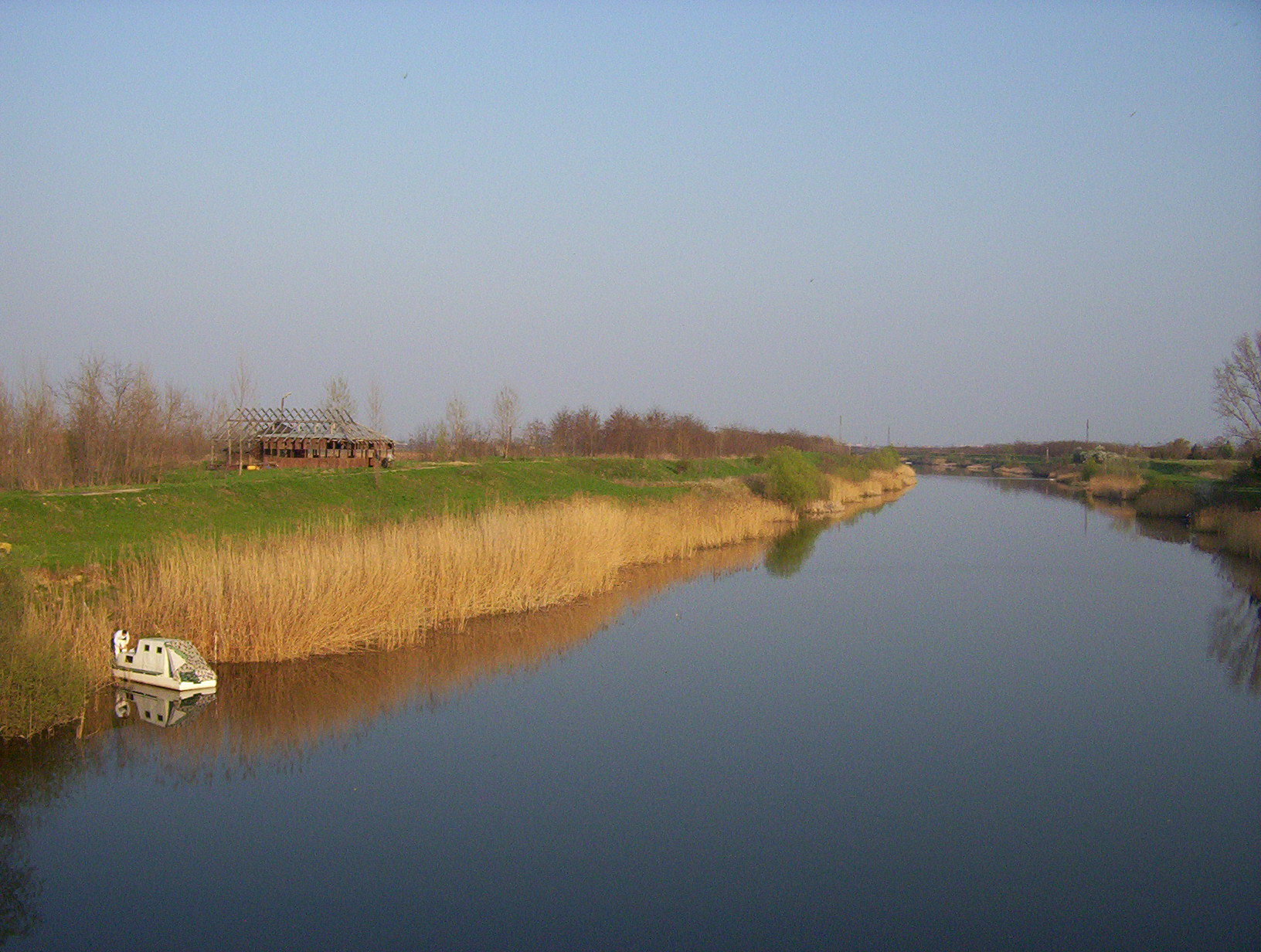
Ландшафт Тисо-Дунайської низовини

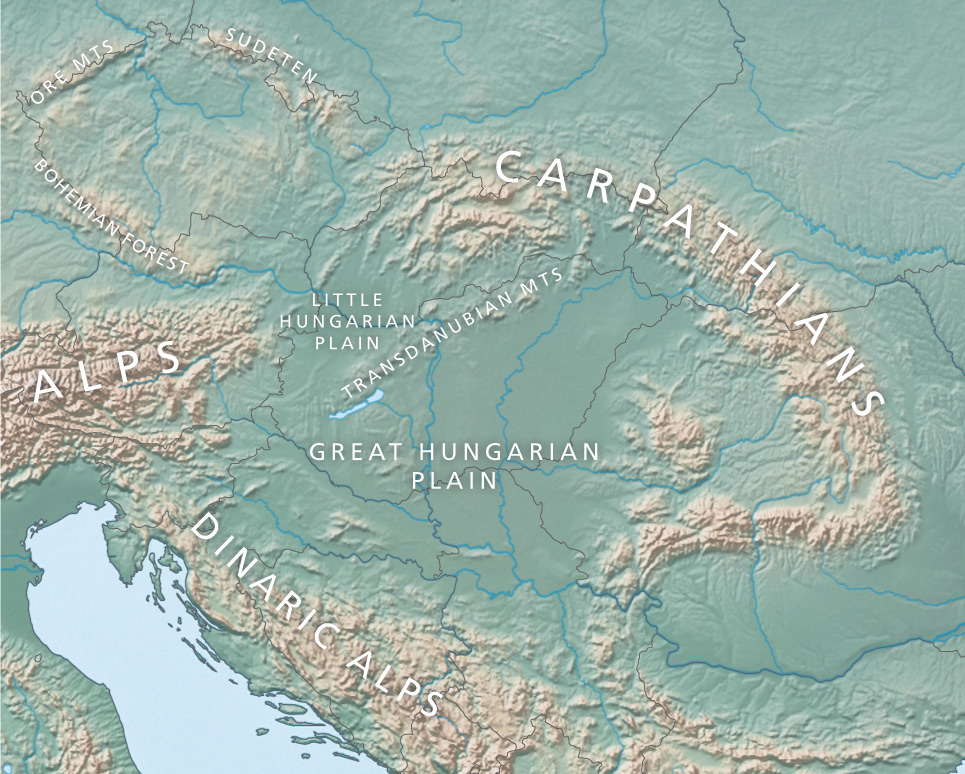
Топографічна мапа

Тисо-Дунайська низовина, Середньодуна́йська рівнина́, Середньодуна́йська низовина́, Паннонська рівнина — рівнина в басейні середньої течії р. Дунаю, у межах Угорщини (більша частина), Словаччини, Румунії, Хорватії й Австрії; на Пч.-Сх. заходить на територію Закарпатської області України.
Геологічна назва — Паннонський басейн, великий осадовий басейн, розташований на південному сході Центральної Європи. Назва посилається на суходіл, зайнятому Паннонським морем у пліоцені. 

## Витоки
Своїм існуванням низовина завдячує процесам орогенезу, Паратетісу та Паннонському морю  — доісторичному мілководному морю, що існувало впродовж міоцену та пліоцену на території сьогоденної низовини. Після свого зникнення, Паннонське море залишило від 3 до 4 кілометрів осадових порід, а в цілому вони доходять до 8-ми км, що є одним з найбільших значень у Європі.

## Географія
Низовина є міжгірним тектонічним зниженням, заповненим осадовими породами — вапняками, пісковиками і глинами неогену, перекритими в плейстоцені лесами і лесовидними суглинками, еоловими пісками й алювіальними відкладеннями.
Площа низовини становить близько 200 тис. км², висота 100—200 м. Поверхня плоска — в Альфельді (на схід від Дунаю) або слабко-згорблена — у Дунантулі (на захід від Дунаю) з окремими ізольованими середньо-висотними горами (т.зв. Задунайське середньогір'я, висотою до 757 м). На північному заході — Кішальфельд, більша частина якого є конусом виносу Прадуная. До складу Середньодунайської низовини входять також Загребський басейн (на південному заході) та долини річок Драва і Сава на півдні. 

Паннонські мішані ліси займають всю рівнину

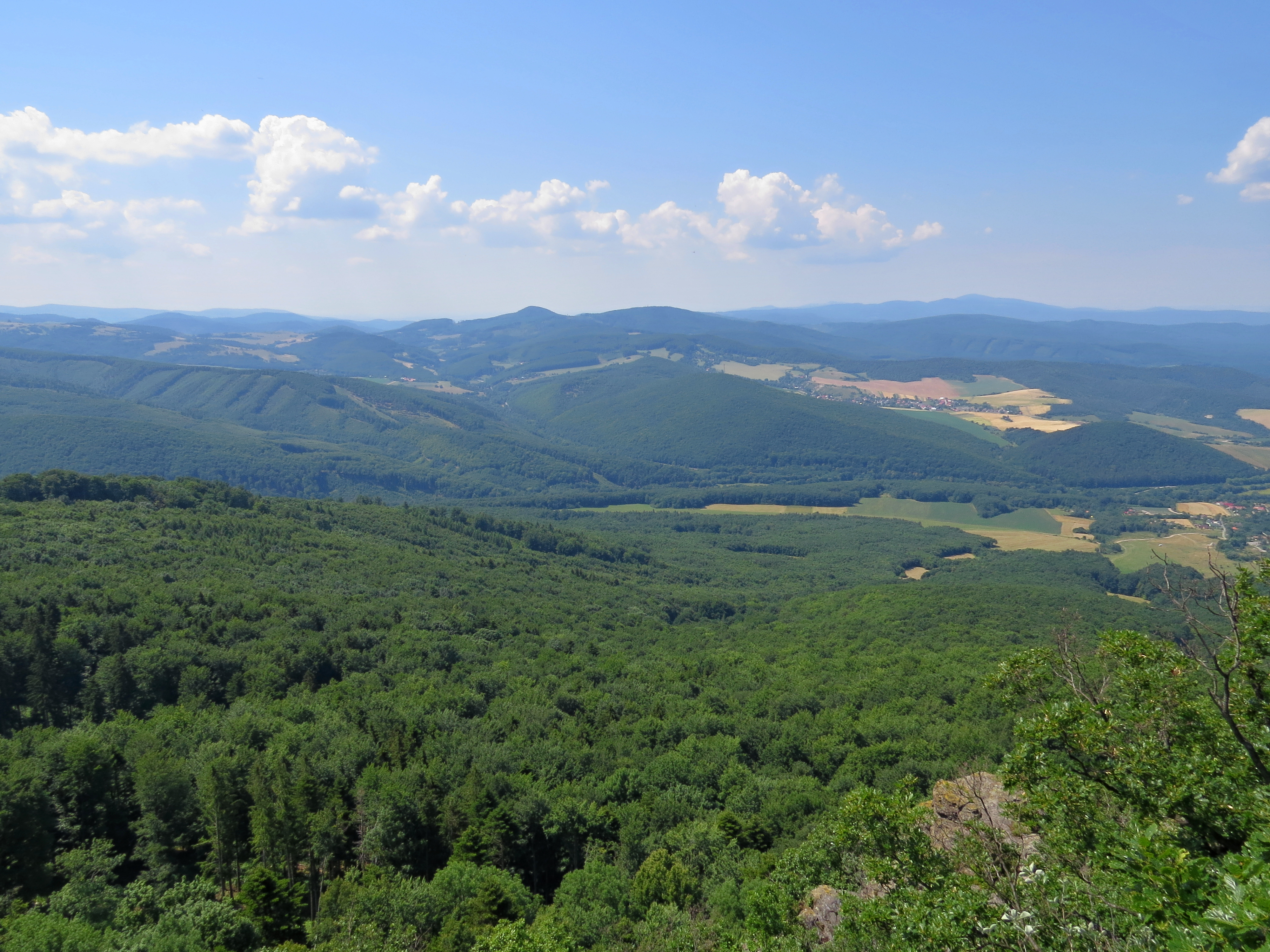
Бухловський природний заповідник на краю рівнини

І рівнина, і басейн значною мірою перекриваються екорегіоном Паннонських мішаних лісів.
Рівнина або басейн по діагоналі розділений навпіл Задунайським середньогір'ям, що відокремлює Великий Альфельд (включно зі Східнословацькою низовиною) від Малого Альфельду. 
Утворює топографічно окрему одиницю в європейському ландшафті, оточений значними географічними межами — Карпатськими горами на півночі та сході, Динарськими Альпами на півдні та південному заході та Альпами на заході. 
Рівнина також асоціюється з Паннонським степом.
Річки Дунай і Тиса ділять рівнину приблизно навпіл. 
Рівнина простягається приблизно між Віднем на північному заході, Кошице на північному сході, Загребом на південному заході, Новим Садом на півдні та Сату-Маре на сході. 
Дунай входить на рівнину із північного заходу через долину, яка розділяє Альпи та Богемський ліс. 
Тече через центр рівнини, виходячи з південно-східної частини, де Південні Карпати переходять у Динарські Альпи та Балканські гори. 
Тиса входить до басейну з північного сходу, спускаючись від Східних Карпат, тече на південний захід і південь, поки не впадає в Дунай у південній частині басейну. 
Іншою важливою річкою регіону є Сава, яка протікає вздовж східних передгір'їв Динарських Альп разом з Дунаєм утворює умовну північну межу Балканського півострова. 
Вона також впадає в Дунай на півдні рівнини. 
Серед інших річок – Драва, Муреш, Велика Морава, Дріна та багато інших. 
У західній частині рівнини розташоване озеро Балатон.

### Геоморфологія

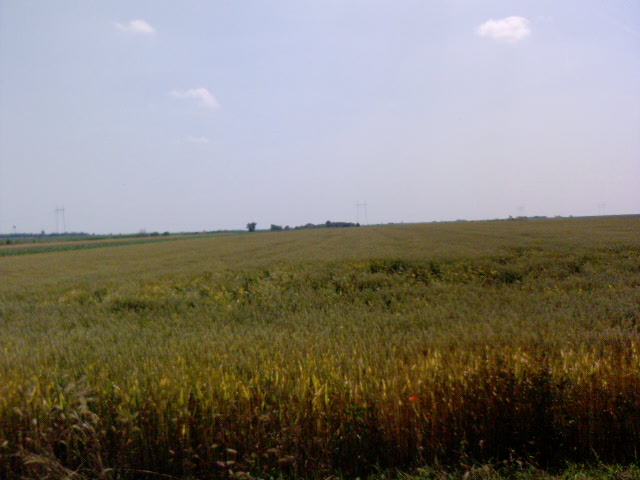
Пшеничне поле біля Темеріна

Паннонський басейн є геоморфологічною підсистемою Альпійсько-Гімалайської системи, зокрема заповненим осадами задуговим басейном, який розширився у 
Паннонська низовина ділиться на дві частини уздовж Задунайських гір (угор. Dunántúli-középhegység ). Північно-західна частина називається Західнопаннонською низовиною (або провінцією), а південно-східна частина — Східнопаннонською рівниною (або провінцією). 
Вони складаються з наступних частин:
- Західнопаннонська низовина (провінція):
  - Віденський басейн
  - Мала Угорська рівнина
- Східнопаннонська низовина (провінція):
  - Велика Угорська рівнина
  - Паннонські острівні гори[en]
  - Задунайське середньогір'я[en]
  - Дравсько-Мурська низовина

Примітка: Трансільванське плато та Лученецько-Кошицька западина (обидві у складі Карпат) і деякі інші низовини іноді також вважаються частиною Паннонської низовини в негеоморфологічних або давніших підрозділах.

### Регіони
Відносно великі або характерні території рівнини, які не обов’язково відповідають державним кордонам:
- Бачка (Сербія, Угорщина)
  - Шайкашка[en] (Сербія)
  - Телечка (Сербія)
  - Горний Брег[en] (Сербія)
- Банат (Румунія, Сербія, Угорщина)
  - Панчевачкі-Ріт[en] (Сербія)
  - Великий Ріт[en] (Сербія)
  - Горне Ліваде[en] (Сербія)
- Баранья (Угорщина, Хорватія)
- Бургенланд (Австрія)
- Кришана (Угорщина, Румунія)
- Велика Угорська рівнина (Угорщина, Хорватія, Сербія, Словаччина, Румунія, Україна)
- Ясшаг (Угорщина)
- Куншаг (Угорщина)
- Мала Угорська рівнина (Угорщина, Словаччина)
- Мачва (Сербія)
- Меджимур'я (Хорватія)
- Моравія (частина, Чехія)
- Мославина[en] (Хорватія)
- Подравина (Хорватія, Угорщина, навколо річки Драва)
- Подунав'я (Сербія, Хорватія, навколо річки Дунай)
- Покуп'я[en] (Хорватія, навколо річки Купа)
- Поморав'я (частина, Сербія, навколо річки Велика Морава)
- Поморишья[en] (Румунія, Угорщина, Сербія, навколо річки Муреш)
- Посавина (Хорватія, Боснія і Герцеговина, Сербія, навколо річки Сава)
- Потисья[en] (Сербія, навколо річки Тиса)
- Прекмур'я (Словенія)
- Семберія (Боснія і Герцеговина)
- Славонія (Хорватія)
  - Палача (Хорватія)
- Срем (Сербія, Хорватія)
  - Подлужья[en] (Сербія)
  - Шокадія (Хорватія)
  - Спачва[en] (Хорватія, Сербія)
  - Цвелферія[en] (Хорватія)
- Закарпатська низовина (Україна)
- Задунав'я (Угорщина)
- Віденський басейн (частина, Австрія)
- Воєводина (Сербія)

## Корисні копалини
На території низовини розвідані родовища бокситів (Гант, Іскасентдьердь в Угорщині), нафти і пального газу, бурого вугілля.

## Клімат
Клімат помірний, континентальний, помірно посушливий (опадів 500—600 мм на рік, посушливість зумовлена ефектом дощового сутінку). Середня температура січня −1 °C −2 °C, липня +20-22 °С.

## Ґрунти і рослинність
Переважають чорноземи й алювіальні ґрунти, на Сх. місцями засолені. 70-80 % території Середньодунайської низовини розорані (посіви пшениці, кукурудзи, сади, виноградники). Незначні ділянки лісостепів (головним чином у горах і передгір'ях).

## Населення
Середньодунайська низовина густо населена; найзначніші міста — Відень (Австрія), Будапешт (Угорщина), Загреб (Хорватія), Братислава (Словаччина), Тімішоара (Румунія).